# Del Aire
Del Aire – census-designated place w Hrabstwie Los Angeles w Kalifornii, zamieszkany przez ludność zaliczoną do klasy średniej obszar niemunicypalny, położony ok. 1,5 km na południe od wielkiego skrzyżowania autostrad Interstate 405 i Interstate 105. Miejscowość graniczy z miastami El Segundo od zachodu i Hawthorne od wschodu.